# Liste des sénateurs de Mayotte
 (signalé en mai 2025).
Si vous disposez d'ouvrages ou d'articles de référence ou si vous connaissez des sites web de qualité traitant du thème abordé ici, merci de compléter l'article en donnant les références utiles à sa vérifiabilité et en les liant à la section « Notes et références ».
- Archive Wikiwix
- Bing
- Cairn
- DuckDuckGo
- E. Universalis
- Gallica
- Google
- G. Books
- G. News
- G. Scholar
- Persée
- Qwant
- (zh) Baidu
- (ru) Yandex
- (wd) trouver des œuvres sur Wikidata

Après le second référendum d'autodétermination du 8 février 1976, Mayotte est devenue une Collectivité d'outre-mer, et son premier sénateur a été élu lors des élections sénatoriales de 1977. 
Depuis 2004, le département est représenté par deux sénateurs.
|  | Début de mandat   | Fin de mandat     | Nom                   | Étiquette | Notes                                             |
|  | ----------------- | ----------------- | --------------------- | --------- | ------------------------------------------------- |
|  | 25 septembre 1977 | 28 septembre 1986 | Marcel Henry          | UC        | Réélu en 1986                                     |
|  | 28 septembre 1986 | 24 septembre 1995 | Marcel Henry          | UC        | Réélu en 1995                                     |
|  | 24 septembre 1995 | 30 septembre 2004 | Marcel Henry          | UC        | Ne se représente pas                              |
|  | 30 septembre 2004 | 25 septembre 2011 | Soibahaddine Ibrahim  | UMP       | Président du Conseil départemental. Battu en 2011 |
|  | 30 septembre 2004 | 25 septembre 2011 | Adrien Giraud         | MDM       | Battu en 2011.                                    |
|  | 25 septembre 2011 | 24 septembre 2017 | Thani Mohamed Soilihi | PS        | Réélu en 2017                                     |
|  | 25 septembre 2011 | 24 septembre 2017 | Abdourahamane Soilihi | UMP       | Ancien maire de Mamoudzou. Battu en 2017          |
|  | 1er octobre 2017  | 2 octobre 2023    | Abdallah Hassani      | RDPI      | Ancien maire de Mamoudzou                         |
|  | 1er octobre 2017  | 21 octobre 2024   | Thani Mohamed Soilihi | RDPI      | Vice-président du Sénat                           |
|  | 2 octobre 2023    | en cours          | Saïd Omar Oili        | RDPI      | Ancien maire de Dzaoudzi                          |
|  | 22 octobre 2024   | en cours          | Salama Ramia          | RDPI      | Première femme sénatrice de Mayotte               |